# Dendryphantes aethiopicus
Dendryphantes aethiopicus är en spindelart som beskrevs av Wesolowska, Tomasiewicz 2008. Dendryphantes aethiopicus ingår i släktet Dendryphantes och familjen hoppspindlar. Inga underarter finns listade i Catalogue of Life.